# بارطشية جنوبية
بارطشية جنوبية (الاسم العلمي: Bartsia australis) هي نوع من النباتات يتبع جنس البارطشية من الفصيلة الهالوكية.